# Leoncjusz II (patriarcha Jerozolimy)
Leoncjusz II – prawosławny patriarcha Jerozolimy w latach 1170–1190.
Urodził się między 1110 a 1115 w Macedonii. Krótko po kwietniu 1176 został patriarchą Jerozolimy. W 1177 przybył do Palestyny, musiał ją opuścić w 1178. Zmarł w 1185.